# Plocopsylla ulysses
Plocopsylla ulysses är en loppart som beskrevs av Hopkins 1951. Plocopsylla ulysses ingår i släktet Plocopsylla och familjen Stephanocircidae. Inga underarter finns listade i Catalogue of Life.